# Showbusiness!
Showbusiness! – pochodzący z 1995 roku album brytyjskiej anarchopunkowej grupy Chumbawamba, zawierający koncert zespołu zarejestrowany w 1994 roku.

## Lista utworów
1. Never Do – 1:23
2. Never Gave Up – 5:58
3. Anarchist – 4:06
4. Heaven-Hell – 2:59
5. Grateful – 7:49
6. Homophobia – 4:07
7. Morality – 3:28
8. Dog – 5:02
9. Stitch – 4:07
10. Mouthful – 3:54
11. Nazi – 1:33
12. Timebomb – 4:06
13. Slag Aid – 5:08